# Hawker Woodcock
Die Hawker Woodcock war ein einsitziger Doppeldecker-Abfangjäger der Royal Air Force, der in geringen Stückzahlen bis 1936 im aktiven Einsatz war. Die Hawker Woodcock war der erste nachtflugtaugliche Abfangjäger der Royal Air Force. Es wurden insgesamt 63 Exemplare gebaut, bevor das Baumuster 1928 von der Gloster Gamecock abgelöst wurde. Die Zellenstruktur bestand aus Holz, das mit Stoff bespannt war. Als Hauptaufgabe dieses Flugzeugtyps war die Verteidigung der englischen Industrie in den Midlands gegen Angriffe aus Frankreich vorgesehen.

## Woodcock Mk.I
Die Woodcock Mk.I, von der nur ein Exemplar als Prototyp hergestellt wurde, hatte Ende 1923 ihren Erstflug. Sie war mit einem Armstrong-Siddeley-Jaguar-AS-117A-Doppelsternmotor ausgerüstet und trug die RAF-Seriennummer J6987. Sie war als einsitziger, zweistieliger Doppeldecker ausgelegt. Trotz guten Blickfelds und einfacher Wartung lehnte die RAF das Flugzeug wegen mangelnder Wendigkeit ab.

## Woodcock Mk.II
Daraufhin wurde das Modell grundlegend überarbeitet: Der Motor wurde durch einen Bristol Jupiter IV mit 380PS Startleistung ersetzt, vier der Stützstreben für den oberen Flügel fielen weg, Der Typ hieß jetzt Woodcock Mk.II. In dieser Konfiguration entsprach das Flugzeug den Erwartungen und ging in Serie. Die Zellenstruktur bestand aus Holz, das mit Stoff bespannt war. Als Hauptaufgabe dieses Flugzeugtyps war die Verteidigung der englischen Industrie in den Midlands gegen Angriffe aus Frankreich vorgesehen. Es wurden in den Jahren 1924 und 1925 insgesamt nur 61 Exemplare an die RAF geliefert, die sie in den Squadrons Nr. 3 und 17 einsetzte. 1928 wurde das Modell von der moderneren Gloster Gamecock abgelöst, aber in Übungseinheiten flogen einzelne Hawker Woodcock noch bis 1936.

## Danecock
Nach entsprechenden Erprobungen bestellte Dänemark drei Hawker Woodcock, die allerdings -dänischen Wünschen entsprechend- leicht abgeändert waren: Angetrieben wurden sie vom bereits aus dem Mk.I bekannten
Armstrong-Siddeley Jaguar IV Doppelsternmotor mit 385 PS. Die unteren Tragflächen waren gegenüber dem Woodcock II etwas verkürzt, der Rumpf etwas verlängert. Das Modell erhielt den Namen Danecock bzw. Dankok. Drei im Dezember 1925 bestellte Exemplare wurden im Februar 1926 an Dänemark geliefert und dort unter den Nummern 151–153 registriert.
Die königlich dänische Marinewerft („Orlogsvaerftet“) in Kopenhagen stellte in den Jahren 1927 und 1928 weitere 12 Flugzeuge in Lizenz her (Nummern 154 bis 165), die bis 1937 im Fronteinsatz blieben; anschließend wurden sie zu Ausbildungszwecken verwendet. Als solche dienten sie noch im April 1940, als deutsche Truppen Dänemark besetzten. Im Jahr 1943 vernichteten dänische Saboteure die mittlerweile völlig veralteten Maschinen in dem Glauben, der deutschen Besatzungsmacht damit Abbruch zu tun. Lediglich die Maschine Nr. 158 überlebte diese Vernichtungsaktion und ist heute in einem Museum in Kopenhagen zu sehen.

## Heron
Der Hawker Heron war ursprünglich konzipiert als „metallener Woodcock“. Sein Bau startete als privates Projekt. Vielfach wurde Duraluminium-Blech verwendet, aber die Cockpit-Einfassung war noch aus Sperrholz, der hintere Rumpfteil stoffbespannt. Die Unterflügel waren kleiner als die der Woodcock, leicht V-förmig und stärker gestaffelt. Sein Heck ähnelte bereits sehr dem des späteren Hawker Hart. Das Flugzeug hatte einen 9-Zylinder-Bristol-Jupiter-VI-Sternmotor mit 466 PS. Die Spannweite betrug 9,70 und die Länge 6,78 m. Das Leergewicht lag bei 962, das Startgewicht bei 1418 kg. Die Höchstgeschwindigkeit betrug 251 km/h, die Gipfelhöhe 7100 m, die maximale Flugdauer lag bei dreieinhalb Stunden.
Der Prototyp wurde von der RAF übernommen und erhielt das Serial J6989 und flog ein erstes Mal im Sommer 1925. Bis 1928 wurden diverse Testflüge durchgeführt, dann wurde das Flugzeug aus den Listen der RAF gestrichen und erhielt die zivile Zulassung G-EBYC. Bei Vorbereitung auf ein Rennen kollidierte es mit einem Pkw und wurde schwer beschädigt, die zivile Zulassung rlosch 1930. Bis zum Beginn des Zweiten Weltkrieges soll es noch in einem Flugzeugschuppen in Brooklands gestanden haben.

## Zwischenfälle
In der Nutzungszeit dieses Flugzeugtyps gab es sechs Unfälle mit insgesamt sechs Toten.

## Technische Daten
| Kenngröße             | Woodcock Mk. I                                                           | Woodcock Mk. II                                         |
| --------------------- | ------------------------------------------------------------------------ | ------------------------------------------------------- |
| Besatzung             | 1                                                                        | 1                                                       |
| Länge                 | 7,80 m                                                                   | 7,98 m                                                  |
| Spannweite            | 10,57 m                                                                  | 9,91 m                                                  |
| max. Startmasse       | 1372 kg                                                                  | 1352 kg                                                 |
| max. Flughöhe         | 6100 m                                                                   | 6860 m                                                  |
| Höchstgeschwindigkeit | 229 km/h auf Seehöhe                                                     | 226 km/h auf Seehöhe                                    |
| Reichweite            | 450 km                                                                   |                                                         |
| Triebwerke            | 1 × 14-Zylinder-Doppelsternmotor Armstrong Siddeley Jaguar II mit 358 PS | 1 × 9-Zylinder-Sternmotor Bristol Jupiter IV mit 380 PS |

## Bewaffnung
Als Bewaffnung dienten zwei auf beiden Seiten des Rumpfbugs installierte 7,7-mm-Vickers-Maschinengewehre mit jeweils 750 Schuss. Die MG schossen synchronisiert durch den Propellerkreis. Die dänischen Flugzeuge hatten 7,7mm-Madsen MG.